# Xian autonome dai, lahu et va de Menglian
Le xian autonome dai, lahu et va de Menglian (孟连傣族拉祜族佤族自治县 ; pinyin : Mènglián dǎizú lāhùzú wǎzú Zìzhìxiàn) est un district administratif de la province du Yunnan en Chine. Il est placé sous la juridiction de la ville-préfecture de Pu'er.

## Démographie
La population du district était de 107 908 habitants en 1999.